# Marinette
Marinette is een plaats (city) in de Amerikaanse staat Wisconsin, en valt bestuurlijk gezien onder Marinette County.

## Demografie
Bij de volkstelling in 2000 werd het aantal inwoners vastgesteld op 11.749. In 2006 is het aantal inwoners door het United States Census Bureau geschat op 11.009, een daling van 740 (-6,3%).

## Geboren
- Arthur Gardner (7 juni 1910-19 december 2014), acteur en film- en televisieprodudent

## Geografie
Volgens het United States Census Bureau beslaat de plaats een oppervlakte van 20,6 km², waarvan 17,5 km² land en 3,1 km² water.

## Plaatsen in de nabije omgeving
De onderstaande figuur toont nabijgelegen plaatsen in een straal van 32 km rond Marinette.